# 貝雷斯托韋 (德沃里奇納市鎮)
49°51′23″N 37°56′59″E / 49.85639°N 37.94972°E
貝雷斯托韋（烏克蘭語：Берестове）是位於烏克蘭東部的村莊，由哈爾科夫州庫皮揚斯克區的德沃里奇纳市镇負責管轄。該村始建於1900年，面積0.24平方公里，海拔高度151米，2001年人口198，人口密度每平方公里828.5人。